# Hans Thuma
Hans Thuma (* 21. April 1889 in Reichenberg, Österreich-Ungarn; † 7. Oktober 1968 in Wilthen) war ein deutscher Maler und Grafiker.

## Leben
Thuma (lt. Taufbuch Johann Franz Tuma) war der Sohn des Zeichners Eduard Tuma. Er besuchte die Schule in Reichenberg und studierte bei Ernst Wenzel an der Kunstgewerbeschule Gablonz, anschließend bei Rudolf Bacher und Christian Griepenkerl Zeichnen bzw. Malerei an der Akademie der bildenden Künste Wien. Daneben besuchte er als außerordentlicher Schüler Kurse an der Graphische Lehr- und Versuchsanstalt Wien. Dann absolviert er ein Studium der Malerei bei Franz Thiele und der Radierkunst bei August Brömse an der Prager Akademie der Bildenden Künste. Nach dem Abschluss des Studiums ging er nach Paris und arbeitete bis zum Ausbruch des Ersten Weltkriegs als freischaffender Maler, wobei er auch in der Künstlerkolonie La Ruche war. Als Staatsangehöriger der Österreich-Ungarischen Monarchie wurde Thuma 1914 zum Kriegsdienst einberufen. Er kam mit dem k.u.k. Landwehr-Infanterieregiment Nr. 10 an die Ostfront und geriet schon im November in Wolhynien in russische Gefangenschaft. Die längste Zeit war er in einem Lager in der Nähe des sibirischen Krasnojarsk. Dort betätigt er sich auch als Maler und Zeichner. Im Herbst 1919 fand er in Krasnojarsk Arbeit als Lithograf, dann als Buchbinder. Im September 1920 kam er nach einer mehrwöchigen Odyssee zu Fuß, mit einem Sanitätszug und per Schiff über Omsk, Kurgan, Petrograd, Narwa und Stettin wieder nach Reichenberg. Dort heiratet er 1921 die Beamtin Sofie Glaser (* 1884) und arbeitete er als Kunstmaler. Neben freien malerischen und grafischen Arbeiten übernahm er auch gebrauchsgrafische Aufträge, u. a. für Plakate. Für den sudetendeutschen Verlag Gebrüder Stiepel in Reichenberg schuf er Holzschnitte als Illustrationen für Bücher der Serie „Bücher der Deutschen“.
Thuma war einer der bedeutenden deutschsprachigen Künstler Böhmens. Er war Mitglied des Verbands der Kunstschaffenden Metznerbund, zeitweilig dessen 2. Vorsitzender. 1923 publiziert er in dessen Zeitschrift „Kunsthütte“ einen Aufsatz „Was ist Kunst?“. Er war auf allen Ausstellungen des Bundes vertreten, außer in Reichenberg u. a. in Prag, Brünn, Wien, Stuttgart, Außig, Karlsbad und Berlin und 1926 auf der Biennale di Venezia. 1922 gründete Thuma mit den Malern Erwin Müller (1893–1978), Alfred Kunft (1892–1961) und Rudolf Karasek (1895–1986) die Künstlergemeinschaft „Oktobergruppe“. Als diese sich 1926 in Prag beim Künstlerverein „Manes“ an der Nordböhmischen Künstlerausstellung beteiligte, wurden seine Ölgemälde „Pariserin“ und „Früchtestillleben“ von der Prager Nationalgalerie angekauft. Weitere namhafte Museen und Galerien des In- und Auslandes erwarben Arbeiten Thumas.
1946 wurde Thuma mit seiner Frau und dem Sohn Peter aus der wiedergegründeten Tschechoslowakei ausgesiedelt und kam nach Wilthen. Dort arbeitete er zunächst bis 1948 als Betriebsmaler in der Weinbrennerei Hünlich. Er beteiligte er sich am kulturellen Wiederaufbau der Stadt und gab an der Grundschule aushilfsweise Zeichenunterricht. Ab 1948 war er freischaffender Maler und Grafiker. In Wilthen wurde er durch eine Anzahl von Scraffito-Arbeiten an Gebäuden bekannt. 1958 restaurierte er als Auftragsarbeit der Gemeinde die für den Ort gewichtige Holzskulptur „Martin Pumphut“.
Thuma war 1949 auf der 3. Jahresausstellung Lausitzer Bildender Künstler in Görlitz vertreten. 2013 zeigte die Nationalgalerie Liberec in einer einzigartigen Präsentation des Schaffens der Mitglieder der bedeutendsten Vereine deutschsprachiger bildender Künstler aus Böhmen, Mähren und Schlesien in den Jahren 1918–1938 auch Werke Thumas.

## Weitere Werke

### Malerei und Grafik
- Bahnhofsrestaurant (1927, Öl)[5]
- Aktivisten (1948, Holzstich)[6][7]
- Kohle (1949, Holzstich)[8][7]
- Abend (1950, Holzstich)[9][7]
- Kesselhaus (1950, Holzstich)[10][7]
- Kopf eines Arbeiters (1951, Holzstich)[11][7]

### Baugebundene Kunst
- Wilthener Wappen, Szenen alten und neuen Textilhandwerks, (Scraffito, 1953/1954; Giebel des Wohnhauses Wilthen, Dresdener Straße 17)[12]
- Lernen, Sinnen, Schaffen, Hoffen (Scraffito, Giebel der Goethe-Schule Wilthen, Schulstraße 41)[13]

### Buchillustrationen
- Adelbert von Chamisso: Peter Schlemihls wundersame Geschichte. Gebrüder Stiepel Gesellschaft m.b.H. Reichenberg, 1915
- Karl Arnold Kortum: Die Jobsiade: Ein komisches Heldengedicht in 3 Teilen. Gebrüder Stiepel Gesellschaft m.b.H. Reichenberg, 1924